# Kenneth Tsang
Kenneth Tsang ou Tsang Kong (en chinois : 曾江 ; pinyin : Zēng Jiāng ; cantonais Jyutping : Zang1 Gong1), de son vrai nom Tsang Koon-yat (chinois : 曾貫一), né le 5 octobre 1934 à Shanghai et mort le 27 avril 2022 à Tsim Sha Tsui,, est un acteur hongkongais de nationalité singapourienne dont la carrière s'étend sur plus de soixante ans. Il est surtout connu en Occident pour ses rôles dans Rush Hour 2 et Meurs un autre jour.

## Biographie
Né à Shanghai dans une famille originaire de Zhuhai au Guangdong, Kenneth Tsang est scolarisé au Wah Yan College de Hong Kong (en) puis au Wah Yan College de Kowloon (en). Il étudie au McMurry College (en) aux États-Unis pour sa première année et est transféré à l'université de Californie à Berkeley où il sort diplômé en architecture.
Kenneth Tsang revient à Hong Kong au début des années 1960 et travaille comme architecte mais cette activité l’ennuie. Jeanette Lin, sa sœur cadette de 2 ans, est à l'époque une actrice vedette de cinéma et permet à Kenneth Tsang de lier des contacts dans le milieu, ce qui stimule sa carrière d'acteur.
Le premier film de Kenneth Tsang est The Feud (1955), à l'âge de 16 ans, suivi d'un rôle dans Who Isn't Romantic? (1956). Au milieu des années 1960, Kenneth Tsang joue dans des films policiers et des classiques du kung fu avec les idoles de jeunesse de Hong Kong Connie Chan et Josephine Siao. Tsang apparaît également dans quelques films sur Wong Fei-Hung à la fin des années 1960.
En 1986, Kenneth Tsang joue le chauffeur de taxi Ken dans Le Syndicat du crime de John Woo, rôle qu'il reprend dans Le Syndicat du crime 2 en 1987, le partenaire assassiné de l'officier de police Danny Lee dans The Killer en 1989, et le père adoptif strict de Chow Yun-fat, Leslie Cheung et Cherie Chung dans Les Associés en 1991.
Kenneth Tsang a également joué dans plusieurs séries dramatiques singapouriennes sinophones dans les années 1990, notamment dans The Teochew Family (en) et The Unbeatables 2 (en) en 1996.
Kenneth Tsang a joué des rôles dans des films principalement hongkongais. Son premier film hollywoodien est Un tueur pour cible (1998), qui est également le premier film américain de Chow Yun-fat. Kenneth Tsang joue de nouveau aux côtés de Chow dans Anna et le Roi, ainsi qu'aux côtés de Jackie Chan dans Rush Hour 2. Il joue le général Moon dans Meurs un autre jour (2002) et continue d'apparaître dans des films de Hong Kong.

### Vie privée
Kenneth Tsang est marié à Chiao Chiao, une actrice taïwanaise née en Chine.

## Filmographie
- The Feud (1955)
- Na ge bu duo qing xu ji (1962)
- The Big Circus (1964)
- Hu tu nu zhen tan (1965)
- Jin ding you long (1966)
- Tragedy in a Fishing Village (1967)
- Paragon of Sword and Knife (1967)
- The Tin Long Gang (1968)
- The Deadly Dragon Sword (1968)
- Wong Fei Hong Conquers the Plum-Blossom Piles (1968)
- A Romantic Thief (1968)
- The Flower and the Sword (1968)
- Hotel Lavender (1968)
- The Great Duel (1968)
- The Frightening Sword (1968)
- Magic Bow (1968)
- Purple Night (1968)
- The Magnificent Five (1968)
- Three Encounters (1969)
- The Little Warrior (1969)
- The Legend of the Condor Heroes (1976)
- Demi-dieux et Semi-démons (1982)
- The Legend of the Condor Heroes (1983)
- The Return of the Condor Heroes (1983)
- The Smiling, Proud Wanderer (1984)
- The Duke of Mount Deer (1984)
- Sword Stained with Royal Blood (1985)
- The Flying Fox of Snowy Mountain (1985)
- New Heavenly Sword and Dragon Sabre (1986)
- Le Syndicat du crime (1986)
- Le Syndicat du crime 2 (1987)
- Return of the Lucky Stars (1989)
- The Killer (1989)
- Deadly Secret (1989)
- Brief Encounter in Shinjuku (1990)
- Sleazy Dizzy (1990)
- Point of No Return (1990)
- Blood of Good and Evil  (1990)
- Bury Me High (1991)
- The Greed of Man (1992) (série TV)
- Police Story 3: Supercop (1992)
- The Teochew Family (1995)
- The Unbeatables 2 (1996)
- The New Adventures of Wisely (1998)
- Legend of the Crow (1998)
- Riding The Storm (1998)
- Un tueur pour cible (1998)
- Anna et le Roi (1999) as Justice Phya Phrom.
- Killer (2000)
- Rush Hour 2 (2001) as Captain Chin
- Funeral March (2001)
- The Touch (2002)
- Meurs un autre jour (2002) as General Moon, Colonel Moon's father.
- Six Strong Guys (2004)
- Butterfly (2004)
- Colour Blossoms (2004)
- Mémoires d'une geisha (2005)
- The Great Adventure (2005) (TV Series)
- The Tokyo Trial (2006)
- The Drummer (2007)
- Shaolin Basket (2008) as Wang Yiwuan
- The Treasure Hunter (2009)
- Motherland (2009)
- Formosa Betrayed (2009)
- Prince of Tears (2009)
- Blood Ties (2009)
- Here Comes Fortune (2010)
- Who's the Hero (2010) (série TV)
- Overheard 2 (2011)
- ICAC Investigators 2011 (2011) (série TV)
- My Wedding and Other Secrets (2011)
- Inseparable (2011)
- Joyful Reunion (2012)
- Supercapitalist (2012)
- Overheard 3 (2014)
- The Summer of Our Graduation (2014)
- You Are My Sassy Girl (2014)
- The Eyes of Dawn (2014)
- Fight Up (2015)
- Stan Lee's Lucky Man (2016)
- For a Few Bullets (2016)
- Chasing the Dragon (2017)
- Detective Chinatown 2 (2018)
- The Great Craftsman (2019)
- Dearest Anita (2019)
- First Class Charge (2019)